# Россотрудничество
Федеральное агентство по делам Содружества Независимых Государств, соотечественников, проживающих за рубежом, и по международному гуманитарному сотрудничеству (Россотрудничество) — федеральный орган исполнительной власти, предназначенный для распространения гуманитарного влияния России в мире, развития и координации международных отношений и международного гуманитарного сотрудничества, в том числе со странами СНГ, а также поддержки соотечественников, проживающих за рубежом. 
Представлено в 80 странах мира 96 загранпредставительствами под названием «Русский дом». Подчинено президенту Российской Федерации и подведомственно Министерству иностранных дел.
Из-за вторжения России на Украину, Россотрудничество находится под международными санкциями Евросоюза и других стран.

## История

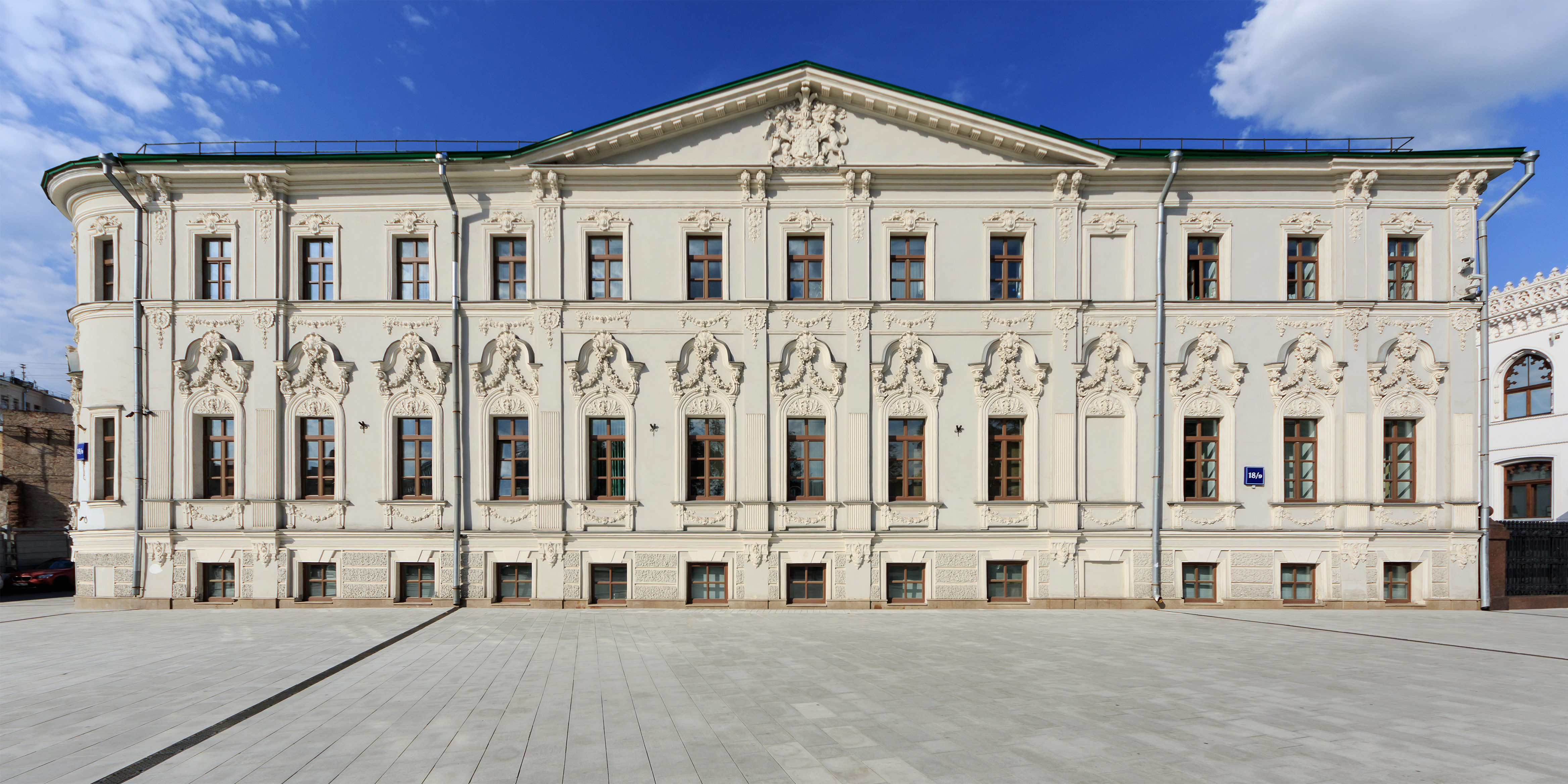
Резиденция учреждения — Усадьба Шаховского — Краузе — Осиповских на Воздвиженке

Россотрудничество было создано в 2008 году указом Президента России Дмитрия Медведева.
Порядок создания, функционирования и ликвидации представительств, а также работы представителей Россотрудничества определяется Президентом Российской Федерации.
Свою историю агентство ведет с 1925 года, когда было образовано Всесоюзное общество культурной связи с заграницей (ВОКС), преобразованное в 1958 году в Союз советских обществ дружбы и культурных связей с зарубежными странами (ССОД).

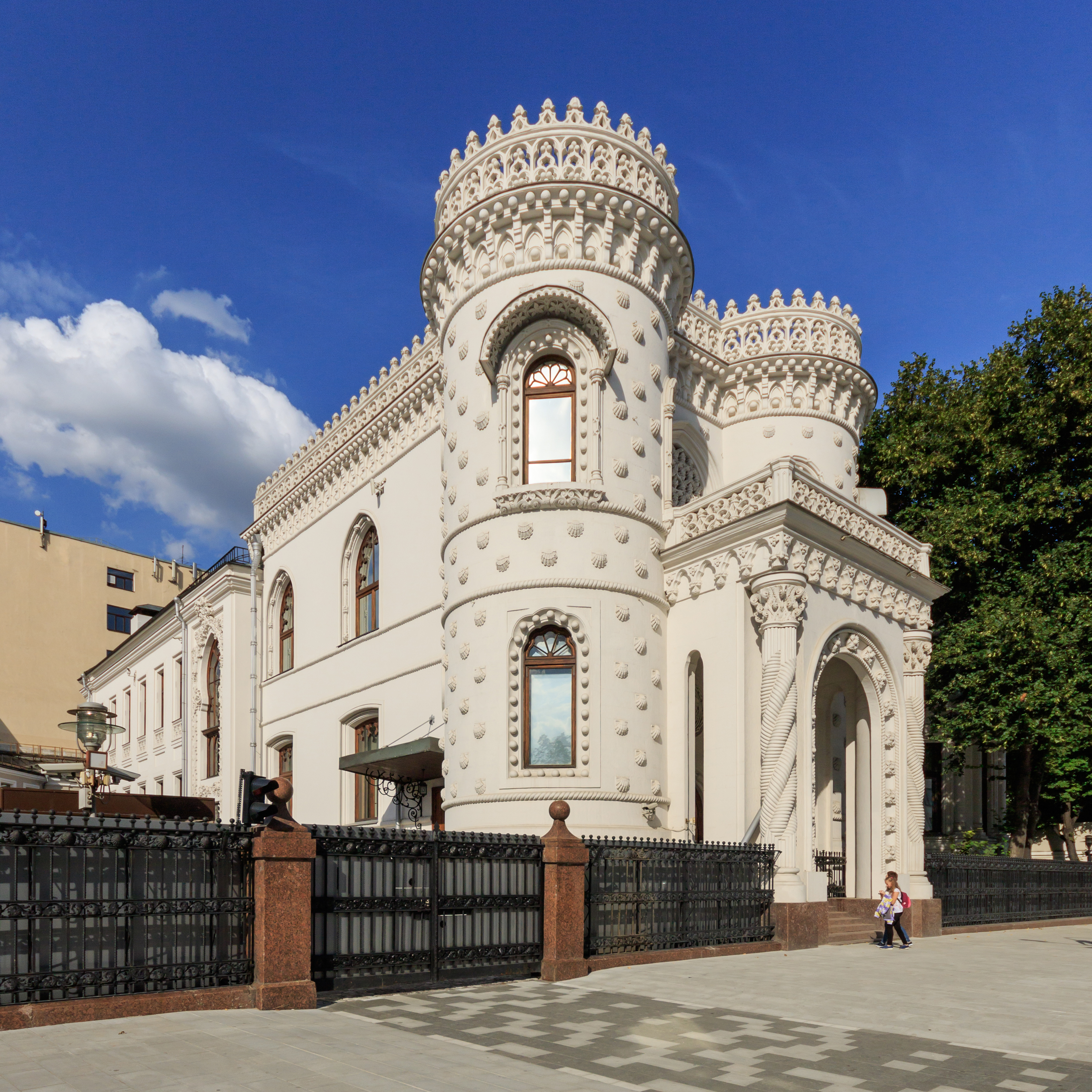
Дом дружбы с народами зарубежных стран (особняк Арсения Морозова)

Празднование 90-летия Россотрудничества в Университете Малайя (Куала-Лумпур, 16 декабря 2015 года)

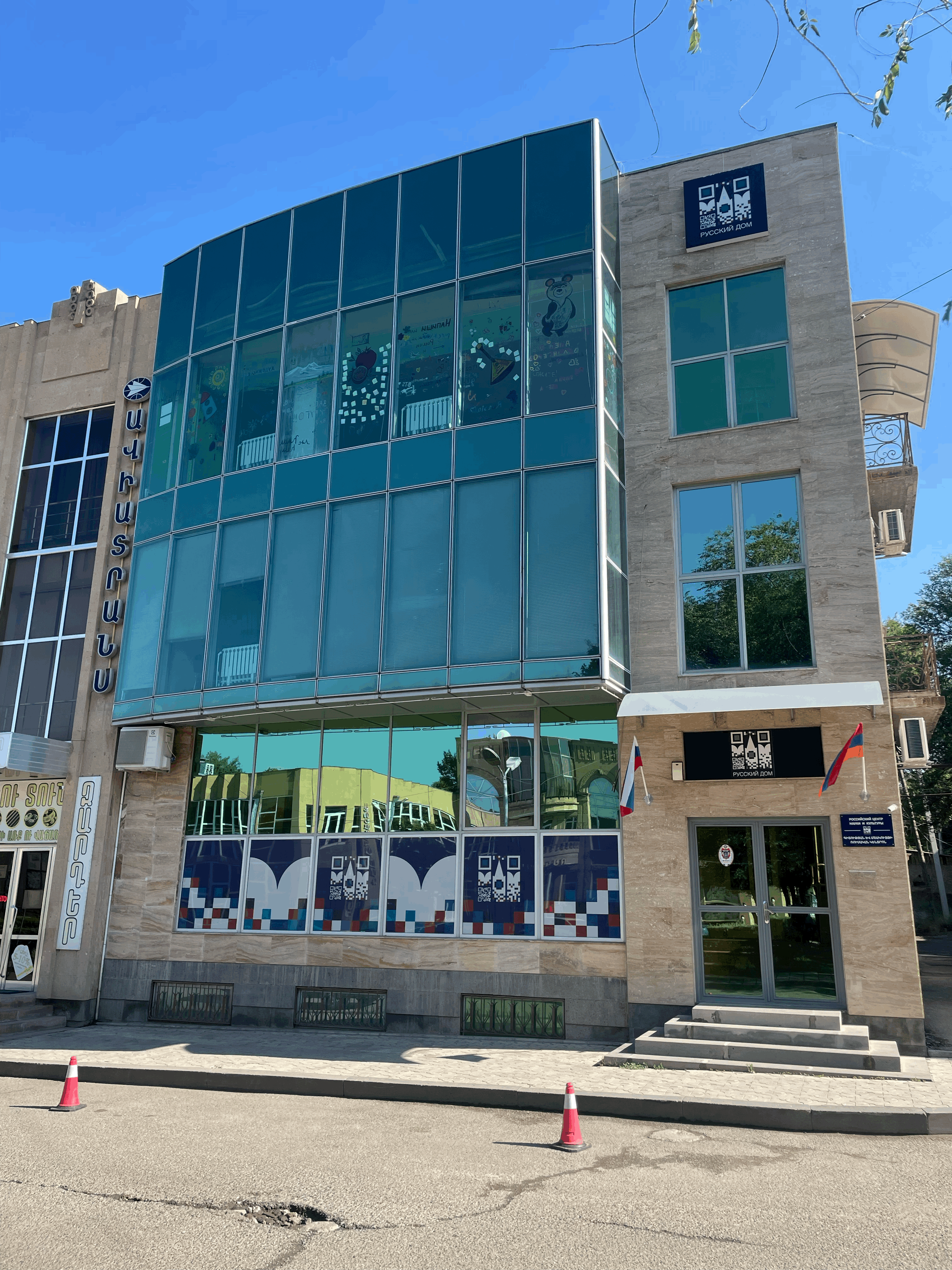
Русский дом в Гюмри, Армения

### Российское агентство международного сотрудничества и развития (1992—1994);
Российское агентство международного сотрудничества и развития (РАМСиР) было образовано по предложению Российской ассоциации международного сотрудничества и Правительства Российской Федерации в соответствии Указом Президента Российской Федерации в целях координации связей с зарубежными государственными и международными организациями в области инвестиционного, финансового, гуманитарного, культурного, научно-технического сотрудничества и консультационно-технического содействия. Указом предписывалось Агентству участвовать в реализации программ развития зарубежных связей, принятых Российской ассоциацией международного сотрудничества. На баланс Агентства были переданы здания и другое имущество на территории Российской Федерации и за рубежом, находившиеся на балансе бывшего Союза советских обществ дружбы и культурной связи с зарубежными странами и при этом поручалось Агентству осуществлять взаимодействие с организациями Российской ассоциации международного сотрудничества для выполнения возлагающихся на Агентство задач, предоставляя организациям РАМС возможность использования зданий и другого имущества, передаваемых Агентству.
Председателем Российского агентства международного сотрудничества и развития по совместительству был назначен заместитель Председателя Правительства Российской Федерации А. Н. Шохин. Первым заместителем председателя РАМСиР была утверждена В. В. Терешкова, на тот момент руководитель Российской ассоциации международного сотрудничества.
В соответствии с Указом Президента Российской Федерации в целях сохранения и развития сложившейся системы бывших советских культурных центров и домов советской науки и культуры за рубежом, осуществления на ее базе единой политики в области гуманитарных, культурных, научно-технических и информационных связей России с зарубежными странами бывшие советские культурные центры и дома советской науки и культуры за рубежом преобразовывались в российские центры науки и культуры за рубежом и становились подразделениями Российского агентства международного сотрудничества и развития. Речь шла центрах в 41 стране, где имелась собственность или арендовались здания. Для координации деятельности российских центров за рубежом под эгидой РАМСиР был создан Межведомственный совет под руководством его председателя. Министерству иностранных дел Российской Федерации поручалось в соответствии с межправительственными соглашениями и сложившейся практикой сохранить в составе дипломатических представительств Российской Федерации в зарубежных странах представителей Российского агентства международного сотрудничества и развития и руководителей российских центров с дипломатическим статусом с финансированием по линии этого агентства.
В целях обеспечения выполнения данного Указа Президента Российской Федерации Правительство Российской Федерации образовало федеральное государственное учреждение «Российский центр международного научного и культурного сотрудничества» при Правительстве Российской Федерации. В свою очередь, Российское агентство международного сотрудничества и развития было передано в ведение Министерства внешних экономических связей Российской Федерации с преобразованием в государственное учреждение при этом министерстве.

### Российский центр международного научного и культурного сотрудничества (1994—2008);
Российский центр международного научного и культурного сотрудничества при Правительстве Российской Федерации (Росзарубежцентр) был образован Постановлением Правительства Российской Федерации 8 апреля 1994 г. в качестве федерального государственного учреждения (с 17 ноября 1997 г. преобразован в государственный орган при Правительстве Российской Федерации) в целях обеспечения выполнения Указа Президента Российской Федерации «О российских центрах науки и культуры за рубежом». Центр стал правопреемником Российского агентства международного сотрудничества и развития в части организации деятельности указанных центров, сохранения системы координации гуманитарных, культурных, научно-технических и информационных связей с зарубежными правительственными и неправительственными организациями, а также международных обязательств. На баланс Росзарубежцентра были переданы здания и соответствующее имущество на территории Российской Федерации и за рубежом.
Первым руководителем Российского центра международного научного и культурного сотрудничества при Правительстве Российской Федерации была назначена В. В. Терешкова. В 2004 г. ее сменила Э. В. Митрофанова.
В период своего существования Росзарубежцентр:
- участвовал в реализации государственной политики развития международного научного и культурного сотрудничества, знакомил зарубежную общественность с историей и культурой народов Российской Федерации, с ее внутренней и внешней политикой, научным, культурным и экономическим потенциалом, осуществлял информационное обеспечение внешнеполитических акций Правительства Российской Федерации;
- подготавливал и реализовывал самостоятельно или совместно с правительственными и неправительственными организациями России и зарубежных стран проекты и программы в области гуманитарных, научно-технических, культурных и информационных связей;
- осуществлял координацию связей государственных органов и неправительственных организаций России с соответствующими органами и организациями зарубежных стран в области гуманитарного, научного, культурного и информационного сотрудничества по каналам российских центров науки и культуры;
- содействовал развитию контактов по линии международных, региональных и национальных правительственных и неправительственных организаций, в том числе со специализированными организациями и институтами системы ООН, структурами Европейского союза и другими международными организациями;
- создавал на базе российских центров науки и культуры за рубежом информационно-справочные фонды и банки данных по Российской Федерации, проводил конференции, симпозиумы, семинары, консультации по проблемам международного гуманитарного, научного, культурного и делового сотрудничества;
- знакомил зарубежную общественность с достижениями России в области культуры, искусства, науки и образования; участвовал в реализации программ подготовки отечественных кадров для работы в условиях рыночной экономики;
- организовывал в российских центрах науки и культуры выступления художественных коллективов и отдельных исполнителей, теле- и кинопросмотры, экспонатные и фотовыставки, выставки художественных произведений и изделий народного творчества, комплексные мероприятия, посвященные субъектам Российской Федерации в целях развития их международных связей;
- содействовал распространению русского языка за рубежом, участвовал в работе по подбору и направлению на учебу и стажировку в Россию иностранных граждан, взаимодействовал с ассоциациями и клубами выпускников российских учебных заведений, поддерживал контакты с соотечественниками, постоянно проживающими за рубежом, и их объединениями; оказывал поддержку развитию международных контактов субъектов Российской Федерации в области гуманитарных, научно-технических, культурных и профессиональных связей, а также партнерским отношениям между городами и регионами Российской Федерации и других государств, используя в этих целях возможности российских центров науки и культуры и представительств Центра за рубежом;
- обеспечивал работу Межведомственного совета по координации деятельности российских центров науки и культуры за рубежом; осуществлял взаимодействие с Российской ассоциацией международного сотрудничества и ее организациями, предоставляя им возможность использования зданий и другого имущества Центра.

В эти годы Росзарубежцентром в дополнение к существовавшим было открыто более 10 новых культурных центров, в том числе в США, Франции, Бельгии, Вьетнаме, Словакии, Греции, Израиле и других странах. Первые центры были открыты также странах СНГ (Казахстан, Украина, Узбекистан). Были проведены крупномасштабные акции, такие, как комплекс мероприятий в рамках Года русского языка (2007 год), Дней России в странах Латинской Америки (2008 год) и другие.
В соответствии с Указом Президента Российской Федерации в целях усиления координирующей роли Министерства иностранных дел Российской Федерации при проведении единой государственной внешнеполитической линии, а также развития экономического, научного и культурного сотрудничества Российской Федерации с иностранными государствами Российский центр международного научного и культурного сотрудничества при Правительстве Российской Федерации был преобразован в Российский центр международного научного и культурного сотрудничества при Министерстве иностранных дел Российской Федерации. При этом оставаясь государственным органом при Министерстве иностранных дел Российской Федерации, Росзарубежцентр продолжил выполнять все прежние основные функции, и в первую очередь сосредоточился на содействии развитию всесторонних связей Российской Федерации с соотечественниками за рубежом, реализации их основных прав на основе общепризнанных норм международного права и обеспечению их интересов, а также осуществление взаимодействия с общественными объединениями соотечественников за рубежом.
В целях повышения эффективности государственного управления в области международного сотрудничества Указом Президента Российской Федерации от 6 сентября 2008 года Российский центр международного научного и культурного сотрудничества при Министерстве иностранных дел Российской Федерации был упразднен, а его функции переданы в переименованное Федеральное агентство по делам Содружества Независимых Государств, соотечественников, проживающих за рубежом, и по международному гуманитарному сотрудничеству (Россотрудничество). Россотрудничество стало правопреемником Российского центра международного научного и культурного сотрудничества при Министерстве иностранных дел Российской Федерации.

### Россотрудничество с 2008 года
В 2016 году Европарламент в своей резолюции по борьбе с пропагандой со стороны России отнёс Россотрудничество к одному из инструментов российской пропаганды.
4 апреля 2021 года Украина наложила на Россотрудничество санкции, запрещающие деятельность филиалов и представительств на Украине, а также проведение любой иной деятельности, печати и распространения информационных материалов, на использование СМИ и информационных ресурсов.

#### Российское вторжение в Украину
21 июля 2022 года, на фоне вторжения России на Украину, Россотрудничество включено в санкционные списки стран Евросоюза «за поддержку или реализацию действий или политики, которые подрывают или угрожают территориальной целостности, суверенитету и независимости Украины». По мнению Евросоюза, Россотрудничество —  это «главный государственный орган, проектирующий мягкую силу и гибридное влияние Кремля, включая продвижение концепции «Русского мира». В течение многих лет он действует как зонтичная организация для сети российских соотечественников и агентов влияния, а также финансирует различные проекты публичной дипломатии и пропаганды, консолидируя деятельность пророссийских игроков и распространяя нарративы Кремля, в частности, исторический ревизионизм».
7 июля 2022 года, как «дезинформационная организация», Россотрудничество внесено в санкционный список Канады «за содействие и поддержку неспровоцированного и необоснованного вторжения России в Украину». По аналогичным основаниям находится под санкциями Швейцарии.
В начале 2025 года азербайджанские правоохранители усилили контроль над зданием Россотрудничества (назывемое также «Русским домом»). Данная мера была принята из-за подозрения ведения шпионской дейтельности «Русским домом». К тому же выяснилось, что организация не имела официальной регистрации в стране. Данным событиям предшествовала катастрофа воздушного судна Азербайджанских авиалиний, которая произошла из-за работы российских ПВО. В начале февраля деятельность Россотрудничества в Азербайджане была прекращена.

## Руководство
После даты назначения или освобождения от должности стоит номер соответствующего Указа Президента Российской Федерации.

### Руководители[27]
- Каменева Ольга Давыдовна. Председатель Всесоюзного общества культурной связи с заграницей (ВОКС) (1925—1929).
- Петров Федор Николаевич. Председатель Всесоюзного общества культурной связи с заграницей (ВОКС) (1929—1933).
- Аросев Александр Яковлевич. Председатель Всесоюзного общества культурной связи с заграницей (ВОКС) (1934—1937).
- Кеменов Владимир Семёнович. Председатель Всесоюзного общества культурной связи с заграницей (ВОКС) (1940—1948).
- Денисов Андрей Иванович. Председатель Всесоюзного общества культурной связи с заграницей (ВОКС) (1948—1957).
- Попова Нина Васильевна. Председатель Всесоюзного общества культурной связи с заграницей (ВОКС) (1957—1958). Председатель Президиума Союза советских обществ дружбы и культурной связи с зарубежными странами (ССОД) (1958—1974).
- Круглова Зинаида Михайловна. Председатель Президиума Союза советских обществ дружбы и культурной связи с зарубежными странами (ССОД) (1975—1987).
- Терешкова Валентина Владимировна. Председатель Росзарубежцентра (1987—2004).
- Митрофанова, Элеонора Валентиновна. Руководитель Российского центра международного научного и культурного сотрудничества при Министерстве иностранных дел Российской Федерации (Росзарубежцентр) (2004—2008).
- Мухаметшин Фарит Мубаракшевич (17 октября 2008 г., № 1488 — 5 марта 2012 г., № 277).
- Косачев Константин Иосифович (5 марта 2012 г., № 278 — 22 декабря 2014 г., № 836)[28].
- Глебова Любовь Николаевна (23 марта 2015 года, № 148 — 26 сентября 2017 года, № 440).
- Фролов Алексей Владимирович (врио 26 сентября — 19 декабря 2017 года).
- Митрофанова Элеонора Валентиновна (19 декабря 2017 года, № 604 — 25 июня 2020 года, № 415).
- Примаков Евгений Александрович (25 июня 2020 года, № 416).

### Заместители руководителя
- Чесноков Александр Георгиевич (26 января 2009 г., № 86 — 12 декабря 2014 г., № 774).
- Кожокин Евгений Михайлович (14 февраля 2009 г., № 163 — 19 июля 2010 г., № 917).
- Морозов Игорь Николаевич (8 мая 2009 г., № 522 — 1 сентября 2012 г., № 1256).
- Шаповалов Сергей Александрович (5 ноября 2009 г., № 1249 — 23 мая 2012 г., № 708).
- Мурадов Георгий Львович (2010—2014 гг.).
- Ратников Виктор Викторович (с 16 июля 2012 г., № 992 — 22 сентября 2015 г., № 472).
- Ефремова Лариса Ивановна (с 2 сентября 2013 г., № 697 — 22 сентября 2015 г., № 471).
- Квитко Дмитрий Иванович (с 9 июня 2014 г., № 410 — 6 октября 2015 г.).
- Радьков Александр Васильевич (с 28 октября 2014 г., № 688 — 13 ноября 2020 г., № 698).
- Фролов Алексей Владимирович (14 октября 2015 г., № 513 — 08 мая 2018 г.).
- Круппо Сергей Маратович (20 октября 2015 г., № 523 — 4 мая 2017 г., № 196).
- Гужеля Дмитрий Юрьевич (29 октября 2015 г., № 537 — 19 мая 2017 г., № 219).
- Живихина Ирина Борисовна (29 октября 2015 г., № 538 — 21 февраля 2019 г., № 62).
- Брюханов Михаил Дмитриевич (22 июня 2018 г., № 357).
- Шевцов Павел Анатольевич (21 августа 2018 г., № 490).
- Метелев Юрий Анатольевич (28 декабря 2018 г., № 765).
- Полковников Алексей Михайлович (01 октября 2020 г., № 588).
- Поликанов Дмитрий Валериевич (19 февраля 2021 г., № 98).
- Поклонская Наталья Владимировна (2 февраля 2022 г., № 38 — 13 июня 2022 г., № 374).
- Богомолов Кирилл Сергеевич (21 июля 2022 г. № 481)

## Структура
- Управление информационной политики
- Организационно-аналитическое Управление
- Управление содействия международному развитию
- Управление образования и науки
- Управление общественной дипломатии
- Управление по связям с соотечественниками и историко-мемориальной работе
- Управление информационных технологий
- Управление государственной службы, кадров, антикоррупционной и правовой работы
- Валютно-финансовое Управление
- Управление делами и административно-хозяйственного обеспечения

## Общественный совет
В соответствии с Указом Президента Российской Федерации от 4 августа 2006 года № 842 при Россотрудничестве образован Общественный совет (приказ Россотрудничества от 19 октября 2020 года № 0157-пр).
Целью деятельности Общественного совета является осуществление общественного контроля за деятельностью Россотрудничества, а также всестороннее содействие агентству «посредством оказания экспертной, методической, коммуникационной и иной поддержки при решении самого широкого спектра вопросов».
В феврале 2021 года председателем Общественного совета при Россотрудничестве был избран российский предприниматель Игорь Чайка, сын бывшего генерального прокурора Юрия Чайки.